# ساندرا داغر
ساندرا داغر (1978، بيروت، لبنان -) هي أمينة متاحف فنية لبنانية، وناشطة فنية، وتاجرة تحف فنية، وهي حاليًا مستشارة ورئيسة برامج مجموعة سارادار.

## سيرتها الذاتية
في عام 2000 تولت ساندرا داغر إدارة شركة «إيسبيس إس دي» (بالإنجليزية: Espace SD)‏، وهي مساحة فنية متعددة الأغراض في حي الجميزة في بيروت، والتي أطلقها وديع صفي الدين وكارين وهبي في عام 1998، ويتوزع «إيسبيس إس دي» على ثلاثة طوابق، ويضم معرضًا مؤقتًا ومعرضًا دائمًا يحتويان على مجموعة من الأعمال الفنية ومحل لبيع الكتب وركن للمصممين. تم تنظيم العديد من الفعاليات في هذا المعرض بما في ذلك الحفلات الموسيقية والمهرجانات والدورات الفنية ونادي السينما. وبعد حرب لبنان عام 2006 نظمت ساندرا داغر مع زينة الخليل في بيروت معرض الوسائط المتعددة، واحتوى المعرض على 40 عمل لفنانين لبنانيين عن الحرب. أغلق «إيسبيس إس دي» أبوابه في أبريل 2007. وفي العام التالي تعاونت ساندرا داغر مع مالكة شركة (بالإنجليزية: Tanit)‏ ومقرها ميونيخ، حيث تعاونا معًا وقاما برعاية معارض فردية لكل من لمياء جريج ونديم أصفر وهوبرت فتال. وفي ذات العام قامت ساندرا داغر بالتعاون مع صالح بركات بتنظيم الجناح اللبناني الأول في بينالي البندقية 2007. وضم هذا الجناح معرضًا جماعيًا لعدد من الفنانين أمثال: فؤاد الكوري ولمياء جريج ووليد صادق ومنيرة الصلح وأكرم الزعتري.
في عام 2009 أطلقت ساندرا داغر ولمياء جريج مركز بيروت للفن، وهو مكان غير ربحي للفن المعاصر، وقد عملا على الفكرة لسنوات عديدة واضطروا إلى مواجهة العديد من الصعوبات المتعلقة بوضع البلاد، وتم افتتاح مركز بيروت للفنون للجمهور في يناير 2009، وهو يدار كمؤسسة غير هادفة للربح مؤسسوها وأعضاؤها التنفيذيون هم: ساندرا داغر ولمياء جريج وناتالي خوري ورابح مروي وماريا أوسيمي، ومنذ افتتاحه نظم المركز العديد من المؤتمرات والفعاليات بما في ذلك المعارض الفردية للفنانين اللبنانيين والعرب والأجانب أمثال إميلي جاسر وأكرم الزعتري ومنى حاطوم وبرنارد خوري وباولا يعقوب وهارون فاروكي وكريس ماركر.
في عام 2011 احتضن المتحف الجديد لمدينة نيويورك «متحفًا كما المركز: مركز فنون بيروت»("Museum as Hub: Beirut Art Centre") وهو مشروع يتضمن معرضًا وعرضًا لمركز بيروت للفنون بالمكتبة السمعية البصرية وسلسلة من الأحداث.وبعد تولي ساندرا داغر ولمياء جريج مسؤولية مركز بيروت للفنون لمدة خمس سنوات تم تعيين ماري موريسول في فبراير 2014 لتتولى إدارته المركز. وفي عام 2012 انضمت ساندرا داغر إلى مجموعة سارادار، المكرسة للفن اللبناني من العصور الحديثة والمعاصرة.

## روابط خارجية
- موقع مجموعة سارادار
- موقع مركز بيروت للفن